# David Reed (Künstler)

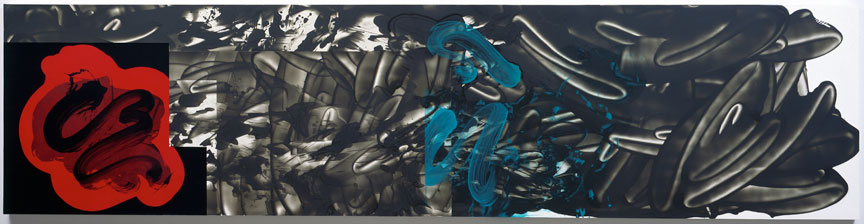
David Reed, Painting #576, 2007

David Reed (* 1946 in San Diego, Kalifornien) ist ein US-amerikanischer Maler und Multimedia-Künstler. Er lebt in New York.

## Leben
David Reed wuchs in Kalifornien auf und besuchte 1966 die Schule für Malerei und Skulptur in Skowhegan in Maine und die New York Studio School in New York 1967. Er erhielt seinen Bachelor of Arts vom Reed College in Portland, Oregon im Jahr 1968. Danach zog er nach New York City. 1969 wurde sein Sohn, der Schriftsteller John Reed geboren. Der Galerist Rolf Ricke hatte maßgeblichen Anteil an Reeds künstlerischem Erfolg außerhalb der USA. Reed wird von Rickes Galerie-Nachfolgerin Anke Schmidt in Köln, der Galerie Häusler Contemporary in München, der Galerie Bob van Orsouw in Zürich, der Galerie Thomas Schulte in Berlin, der Galerie Renos Xippas in Paris und der Galerie Gagosian in New York vertreten. Seine Papierarbeiten vertritt die Peter Blum Gallery in New York.

## Auszeichnungen
David Reed erhielt mehrere Auszeichnungen und Ehrungen, darunter ein
- Roswell Museum and Art Center Stipendium
- die John Simon Guggenheim Memorial Foundation Mitgliedschaft,
- die Mitgliedschaft des National Endowment for the Arts und
- den Ursula Blickle Stiftung Kunstpreis.

2009 wurde David Reed in New York zum Mitglied (NA) der National Academy of Design gewählt.

## Ausstellungen (Auswahl)
- 1995: Kölnischer Kunstverein, Köln; Württembergischer Kunstverein, Stuttgart (mit Beat Streuli); Westfälischer Kunstverein (Münster)
- 1996: New Paintings for the Mirror Room and Archive in a Studio off the Courtyard, Neue Galerie am Landesmuseum Joanneum (Graz)
- 1998: Gemälde, Videos im Museum of Contemporary Art (San Diego) und Rose Art Museum, Brandeis University (Waltham)
- 2001: You look good in blue. Kunstmuseum St. Gallen
- 2005: Leave yourself behind, Gemälde und Projekte 1967–2005. Ulrich Museum of Art, Wichita State University, (Wichita) und Roswell Museum und Art Center (Roswell)
- 2012: Kunstmuseum Bonn: David Reed. Hearts of Glass. Gemälde und Zeichnungen 1967 bis 2012[4]
- 2014/2015: Mary Heilmann & David Reed., Hamburger Bahnhof – Museum für Gegenwart, Berlin.
- 2017: Painting Paintings (David Reed) 1975, Gagosian, New York[5]